# Zieminek
Zieminek (Geophilus electricus) – gatunek parecznika z rzędu zieminkokształtnych i rodziny zieminkowatych.
Gatunek ten został opisany w 1758 roku przez Karola Linneusza w 10. wydaniu Systema Naturae pod nazwą Scolopendra electrica.
Wij ten osiąga od 35 do 45 mm długości ciała i wyposażony jest w 65–73 par odnóży krocznych. Ubarwiony jest żółtawopomarańczowo. Coxosterna jego szczękonóży mają pełne linie chitynowe i pozbawione są wyraźnych zębów na przednich krawędziach. Sternity początkowej ⅓ tułowia mają wyraźne przednie kieszonki pośrodkowe (fossae) o szerokości znacznie przekraczającej ½ szerokości danego sternum. Zaniepokojony może wydzielać z gruczołów sternalych świecącą substancję, która pełni funkcje obronne.
Parecznik zachodniopaleartkyczny, preferujący gleby siedlisk suchych. Spotykany w lasach liściastych i ciepłolubnych, zakrzewieniach, polach i ugorach. Notowany też ze środowisk synantropijnych, jak parki, ogrody i szklarnie. Wykazany z Austrii, Belgii, Bośni i Hercegowiny, Bułgarii, Chorwacji, Czech, Danii, Finlandii, Francji, Holandii, Irlandii, terenu byłej Jugosławii, Luksemburgu, Łotwy, Niemiec, Norwegii, Polski, Rumunii, Słowacji, Słowenii, Szwecji, Szwajcarii, Węgier, Wielkiej Brytanii i Wysp Normandzkich.